# Михайловка (Долгоруковский район)
Миха́йловка — деревня Большебоевского сельского поселения Долгоруковского района Липецкой области.

## География
Михайловка находится в северо-восточной части Долгоруковского района, в 13,5 км к северо-востоку от села Долгоруково. Располагается на берегах небольшой запруды в истоке пересыхающего ручья.

## История
Михайловка основана не позднее второй половины XIX века. Имела другое название «Черникова», ныне название по имени владельца.
В «Списках населённых мест» Орловской губернии 1866 года упоминается как «сельцо владельческое Михайловка при колодцах, 8 дворов, 155 жителей».
В 1905 году отмечается в приходе Никольской церкви села Большая Боёвка как деревня «Михайловка-Орловка».
По переписи населения СССР 1926 года значится 33 двора, 176 жителей.
С 1928 года в составе вновь образованного Долгоруковского района Елецкого округа Центрально-Чернозёмной области. После разделения ЦЧО в 1934 году Долгоруковский район вошёл в состав Воронежской, в 1935 — Курской, а в 1939 году — Орловской области. С 6 января 1954 года в составе Долгоруковского района Липецкой области.

## Население
| 2010 |
| ---- |
| 48   |

## Транспорт
Через Михайловку проходит шоссе, связывающее райцентр Долгоруково с селом Слепуха. Грунтовыми дорогами связана с деревнями Марьиной и Сухаревкой.
В 3 км к западу находится железнодорожная станция Плоты (линия Елец – Валуйки ЮВЖД).